# Gerhard Schaller
Gerhard Schaller (* 5. Dezember 1929; † 30. Januar 2006) war ein Fußballspieler aus der DDR.

## Sportlicher Werdegang

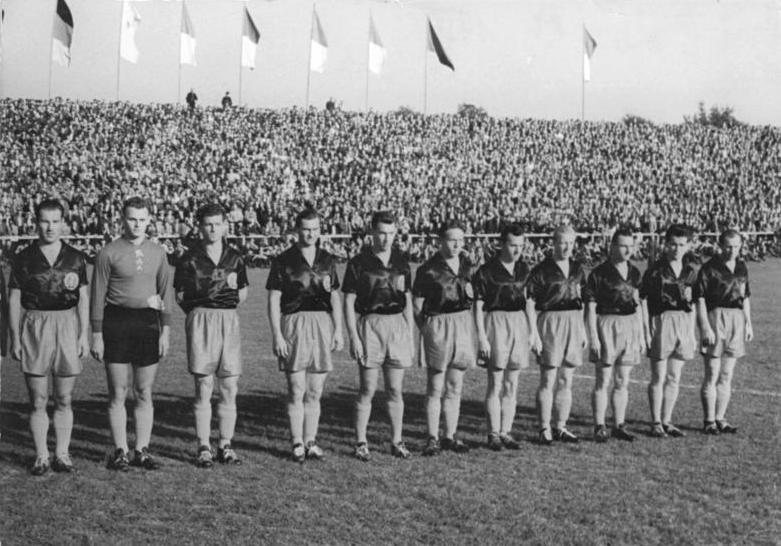
Schaller (6. v.l.) beim Länderspiel DDR – Indonesien

Schaller begann seine Karriere bei der Stahl Thale und spielte für die Betriebssportgemeinschaft einmal in der DDR-Oberliga. Anschließend wechselte er zu Empor Lauter und kam hier zu 11 Oberligaeinsätzen.
Als im November 1954 die Spieler des Empor Lauter zum neu gegründeten SC Empor Rostock delegiert wurden, ging Schaller als einer von zwölf Empor-Spielern aus dem Erzgebirge mit an die Ostseeküste und folgte dem Versprechen in Rostock doppeltes Gehalt, eine schöne neue Wohnung in der City, einem Garten an der Küste und Ferienplätze am Meer zu erhalten. Im ersten Oberliga-Punktspiel von Empor Rostock am 14. November 1954 gegen Chemie Karl-Marx-Stadt (0:0) im Ostseestadion stand er unter Empor-Trainer Oswald Pfau in der Startelf. Schaller stand auch in der 3. Runde im FDGB-Pokal gegen Empor Wurzen (4:1) auf dem Platz und war somit am ersten Pflichtspielsieg des neuen Clubs aus dem Bezirk Rostock beteiligt. Nachdem Empor in der Oberliga bis einschließlich des 15. Spieltags kein einziges Punktspiel gewinnen konnte und lediglich ein Unentschieden einfuhr, somit in der Tabelle vom ersten auf den zwölften Platz abfiel und sich in Abstiegsgefahr begab (Schaller bestritt bis dorthin jedes Pflichtspiel für Rostock), folgte am 16. Spieltag der Oberliga-Saison 1954/55 gegen die BSG Motor Zwickau (3:0) der erste Oberliga-Sieg in der noch jungen Vereinshistorie, an dem er seinen Anteil hatte. Wenige Tage vor diesem Sieg stellte sich das Oberliga-Kollektiv auf Anregung der Gesellschaft für Deutsch-Sowjetische Freundschaft (DSF) im Haus der Freundschaft der Kritik Rostocker Werktätiger, die Gründe für die Sieglosserie seit der Gründung des Clubs erfahren wollten.
Für Empor absolvierte er insgesamt 109 Oberligapartien und erzielte dabei fünf Oberliga-Tore. In der Saison 1956 stieg er mit Empor Rostock als Tabellenletzter aus der Oberliga ab und schaffte im Folgejahr den direkten Wiederaufstieg, wobei sein Beitrag mit zwei Einsätzen in 26 Ligaspielen der Spielzeit 1957 nicht fundamental ausfiel. Seine letzte Spielzeit in der höchsten Spielklasse war die Mammutsaison 1961/62, in der der Spielrhythmus wieder von Frühjahr-Herbst auf Herbst-Frühjahr umgestellt wurde und deshalb drei Runden mit 39 Partien ausgetragen wurden. Schaller wurde in 10 Spielen eingesetzt und war am 15. Oktober 1961 zum letzten Mal für den SC Empor im Auswärtsmatch gegen die BSG Motor Zwickau im Einsatz. Nach seiner Zeit bei Empor Rostock spielte Schaller noch für die BSG Motor Warnowwerft 1949 Warnemünde.
Während seiner Zeit in Rostock spielte Schaller zweimal im Finale des FDGB-Pokals. 1955 stand er die gesamte Spielzeit auf dem Platz und verlor gegen SC Wismut Karl-Marx-Stadt mit 2:3 nach Verlängerung. 1960 wurde er im Finale gegen SC Motor Jena in der 89. Minute beim Stand von 2:1 für Empor eingewechselt. Empor kassierte in der 90. Minute den 2:2-Ausgleich und verlor 2:3 nach Verlängerung. 1957, als Empor Rostock ein weiteres Mal das Finale erreicht und verloren hatte, stand Schaller nicht auf dem Platz.
Gerhard Schaller war der erste Spieler von Empor Rostock, der in der Nationalmannschaft der DDR spielte. Zwischen 1955 und 1956 absolvierte er insgesamt fünf Länderspiele. Alle Partien waren Freundschaftsspiele, denn Pflichtspiele bestritt die DDR erstmals 1957 in der Qualifikation für die Endrunde in Schweden.
Am 30. Januar 2006 verstarb Schaller im Alter von 76 Jahren.

## Auszeichnungen
Anfang Februar 1957 nahm Schaller vom Vorsitzenden des Staatlichen Komitees für Körperkultur und Sport (Stako), Manfred Ewald, die Auszeichnung Meister des Sports entgegen. Er war in jenem Jahr der einzige Fußballspieler der DDR der diese Ehrung erhielt.